# Lugar de Baixo
O Lugar de Baixo fica situado à beira-mar, a 15 quilômetros (9,32 mi) a oeste da cidade do Funchal, pertence à freguesia da Ponta do Sol, concelho com o mesmo nome, no arquipélago da Madeira, e possui uma área de 0.47 km quadrados e uma população de 336 habitantes (2011).

## Toponímia
O sítio do Lugar de Baixo foi assim chamado por oposição ao sítio do Lugar de Cima, na Lombada da Ponta do Sol. Dentro do seu território destacam-se os seguintes sub-sítios: Luzirão, Terça, Ladeira, Padaria, Lombo, Porto Jangada, Pedra do Sal, Amoreira, Aguagem, Fonte Seiço, Cascalho, Pico do Calcete e Bico da Quebrada.

## História
Inicialmente pertencente ao morgadio do Vale da Bica, o sítio foi povoado por caseiros do  senhorio da Casa de João Esmeraldo, nobre oriundo da Picardia estabelecido na Lombada da Ponta do Sol, e seus descendentes no século XVI. Estes caseiros eram, na sua maioria, agricultores, mas também pequenos artesãos e pescadores. Esta grande propriedade passou para o morgadio do Santo Espírito, ainda no decurso do século XVI, depois de feitas novas partilhas de terra entre João Esmeraldo "O Novo", sua madrasta, D. Águeda de Abreu e seu irmão, Cristovão Esmeraldo.

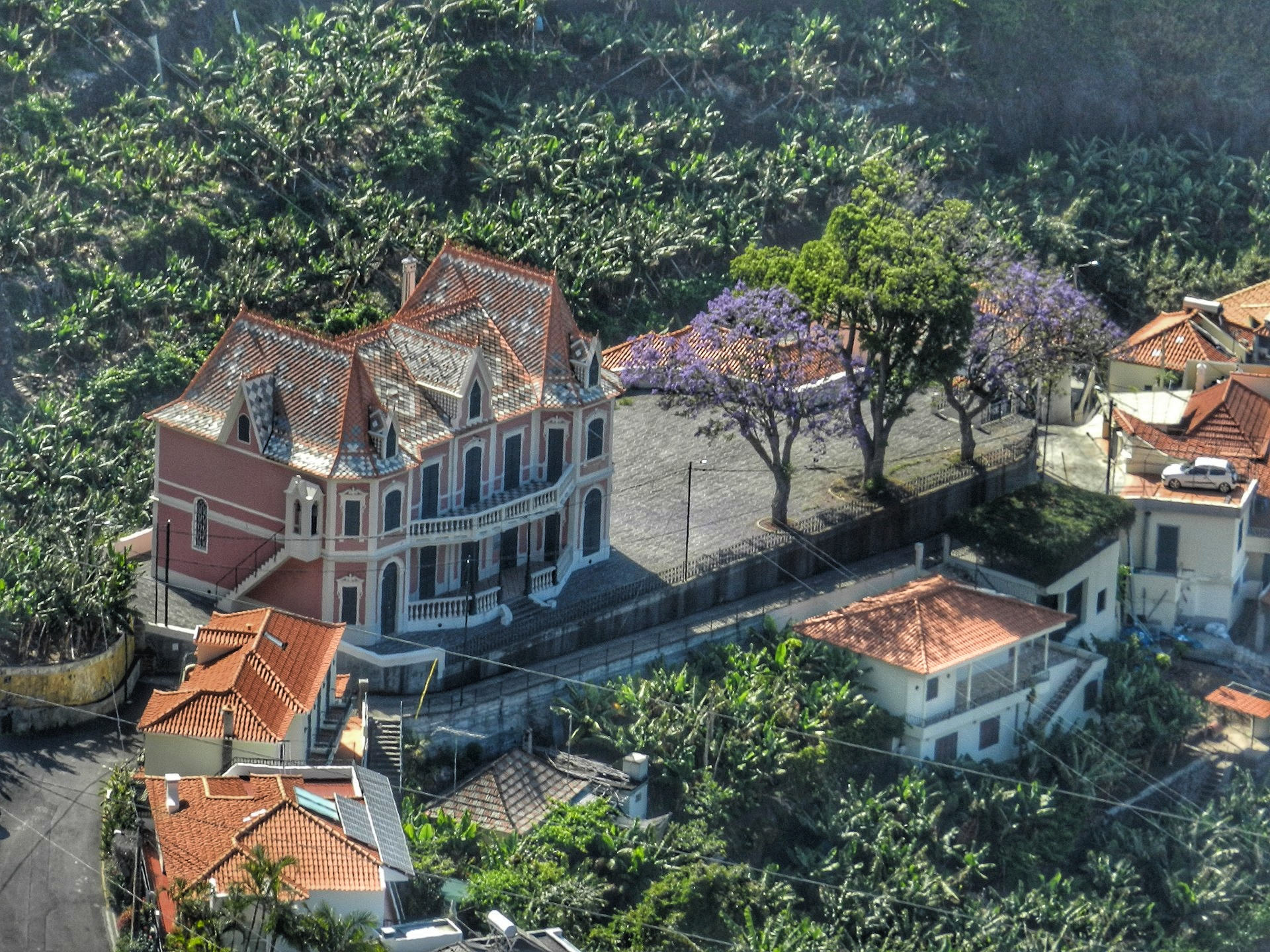
Palacete dos Zinos, Lugar de Baixo, (foto: Higino Faria. 07/22/2015)

O Elucidário Madeirense refere que D. Águeda de Abreu, mulher de Esmeraldo "O Velho" ficou com o prédio do Lugar de Baixo como parte integrante do seu dote. Na actual localização do palacete, zona cimeira do sítio, existiu outrora uma ermida dedicada a Santo António e a São Francisco, mandada construir ou por João Esmeraldo da Autouguia, terceiro administrador do morgadio do Santo Espírito, no início do século XVII ou por D. Joana de Castelo Branco em 1672, possivelmente como tributo à alma do seu falecido  marido: o Capitão-cabo Pedro Ribeiro Esmeraldo, fidalgo da casa real.
No início do século XX, a antiga capela de Santo António foi demolida para dar lugar a uma moradia abastada da família Zino, erguendo-se outra no seu interior da mesma invocação para substituir a anterior. O morgadio foi vendido pelo Último Conde de Carvalhal à família Zino.
Em 1925 esta casa de veraneio foi pano de fundo do contencioso da transição das terras dos senhorios, a família Zino, para os caseiros da Lombada e Lugar de Baixo, que se arrastava desde 1923, ano em que tinham sido iniciadas as negociações entre José Maria Macedo, um solicitador judicial pontassolense contratado pelo povo, e os representantes da firma A.Giorgi. & Cª. Chegaram a rebentar bombas no caminho em frente ao palacete, então residência do feitor dos Zinos, Ernesto Menezes, por ai estar estacionada uma força militar encarregada de conter os ânimos e prender os líderes da revolta. Mais de trezentos caseiros, revoltados, apanharam canas do senhorio sem autorização, vendidas, depois, num engenho da vila da Ponta do Sol, como forma de compensação pela fraude de que estavam a ser alvos.
Segundo o acordado inicialmente, de fora da venda das propriedades ficavam o chalet e um cabo áreo para transporte de cargas.
Este grave conflito jurídico teve que ser mediado pelo estado e ultrapassou fronteiras. Estes acontecimentos foram reflexo do clima de instabilidade e de grave crise social e económica que a ilha viveu no fim do período da Primeira República e Estado Novo. Estes anos difíceis empurraram vários lugar-de-baixenses para a emigração nos anos 50 e 60.

## Clima

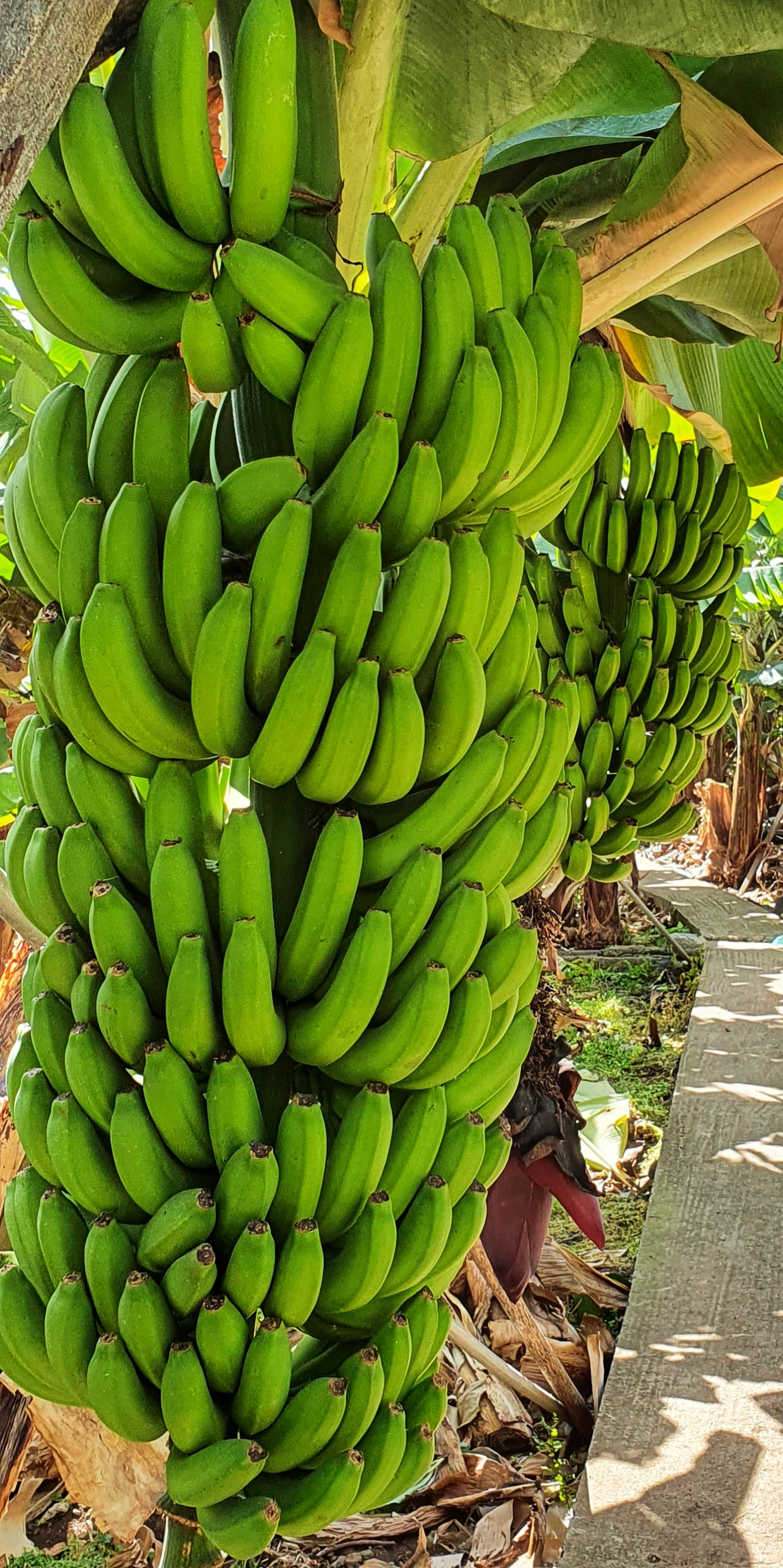
Cacho de bananas (Musa acuminada) junto a vereda e levada regadeira (foto: Alex Pop,2020)

De acordo com as temperaturas diárias registradas do IPMA, este sítio tem as temperaturas mínimas e máximas mais altas de todas as estações meteorológicas da ilha. Temperaturas máximas raramente descem abaixo de 20 °C, tal acontece alguns dias por ano apenas.

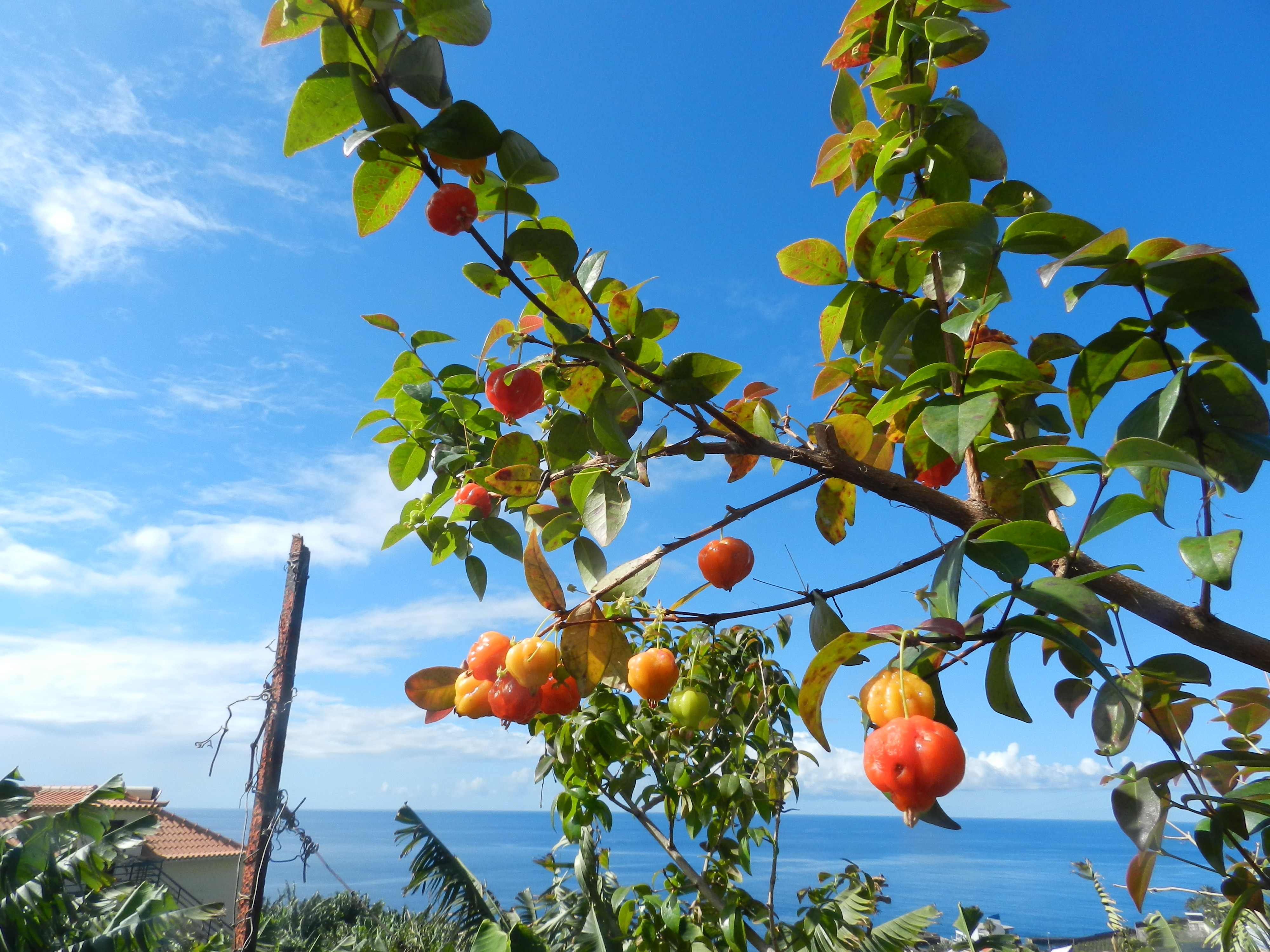
Pitangueira (Eugenia uniflora), Lugar de Baixo, moradia do Mestre Augusto (03/28/2020, foto: Higino Faria)

Ande pelas ruas e veredas do Lugar de Baixo e verá manchas densas e extensas de bananal (Musa acuminata) e alguns mangais (Mangifera indica), mas também goiabeiras (Psidium guajava.), pitangueiras (Eugenia uniflora), araçáleiros (Psidium cattleyanum) e até exemplos saudáveis de palmeiras subtropicais e até tropicais, como: Palmeira-areca (Dypsis lutescens), Côco (Cocos nucifera), Dragoeiro  (Dracaena draco), Pata-de-elefante (Beaucarnea recurvata) ), Palmeira-real (Roystonea regia), Tamareira (Phoenix dactylifera).

## Geografia e meio ambiente
A área do sítio foi crescendo devido às catástrofes naturais que mais afetam a ilha, como as quebradas e as aluviões. Em 1804, um enorme desprendimento de terras da escarpa, a norte, aumentou o seu território. Esta fajã, uma das maiores da ilha, foi alargada pelos detritos provenientes da Ribeira da Caixa durante o aluvião de 1804 que provocou a grande quebrada, Esta quebrada originou uma onda no mar que provocou estragos na Ponta do Sol e na Ribeira Brava.
Estes acontecimentos geológicos possibilitaram a criação da escarpa em arco que o sítio apresenta como fundo e contribuíram para a existência de um solo fértil, de uma orla costeira geologicamente complexa, que inclui praias de calhau rolado praias de rocha megalítica, um ambiente lagunar, constituído por água salobra e recifes que se extendem da zona entre marés à zona subtidal. Estas caraterísticas favorecem a biodiversidade e a prática de desportos de ondas, como o surf e o bodyboard. No inverno o surf spot do Lugar de Baixo atraia um considerável número de surfistas para surfar a sua onda tubular e potente que quebrava diante da lagoa e se extendia até aos bares. Depois de construído um pontão entre 2001 e 2002 entre o pointbreak e a Lagoa a onda perdeu a qualidade original e ficou mais curta, mesmo assim continuou a ser possível surfar.
A Ribeira da Caixa serve de fronteira natural entre os concelhos da Ribeira Brava e da Ponta do Sol e o sítio é dividido por um ribeiro, alimentado por uma cascata e águas do subsolo. Esta linha de água proveniente do sítio Lombada, a montante, rasga a escarpa espetacularmente nos dias de intensa pluviosidade.
A praia e a zona de maré cheira a sargaços e marisco quando a maré está bastante baixa. Para aqui, em época balnear, são atraídos veraneantes e alguns pescadores desportivos, em busca de lapas (Patella aspera, Patella candei), caramujos (Gibbula umbilicalis), polvos (en:Callistoctopus macropus, Octopus vulgaris), caranguejos-cabra (en:Grapsus adsensionis), jacas (en:Grapsus marmoratus) e aranhas (Plagusia clavimana). Estas duas últimas espécies de crustáceos são o melhor isco para a pesca do Bodião (Sparisoma cretense). O Lugar de Baixo tem um desembarcadouro, atualmente soterrado sobre a praia artificial criada pelos detritos provenientes da Marina do Lugar de Baixo, inaugurada em 2006, mas desativada e arruinada pelo mar.

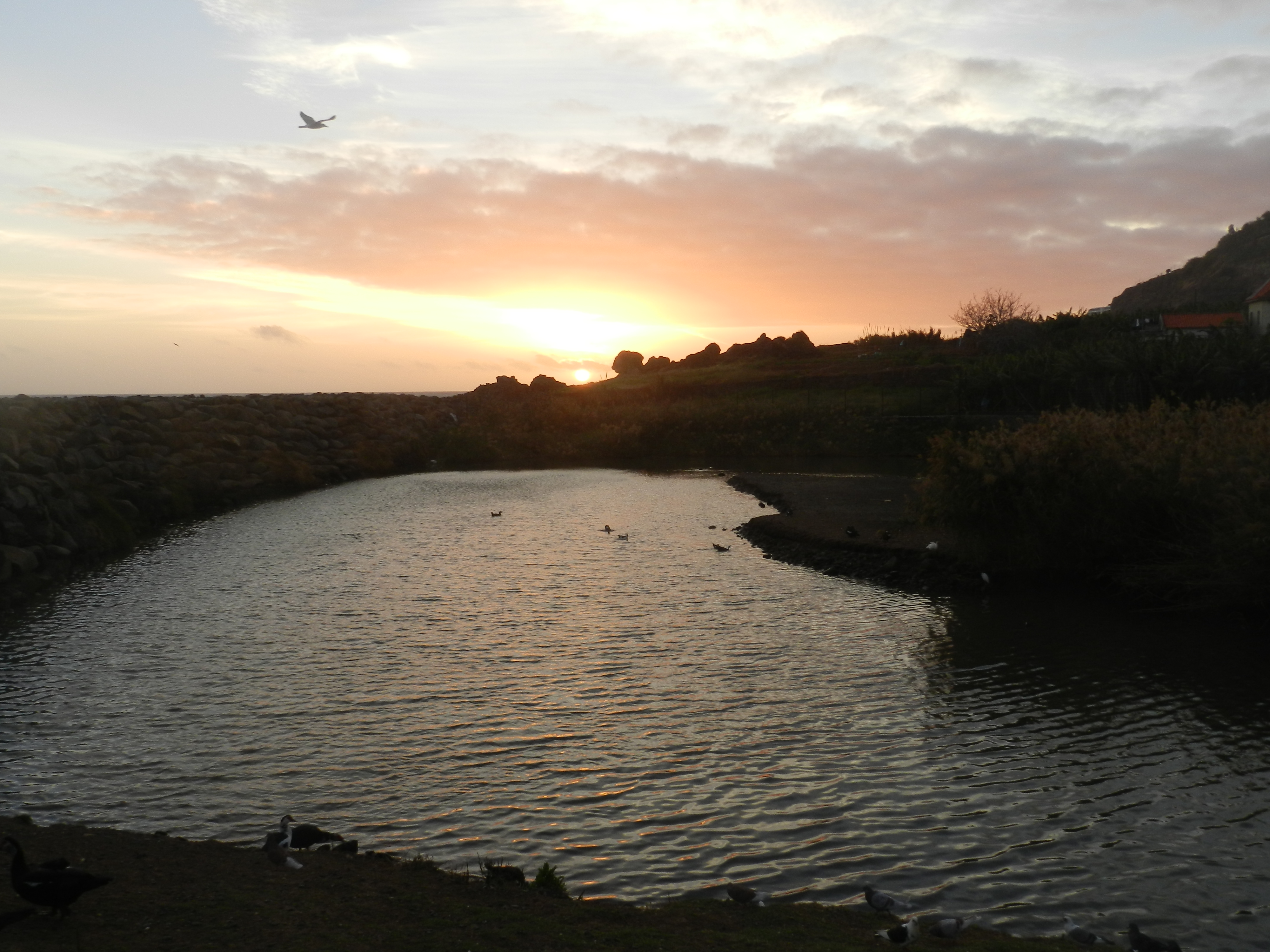
Lagoa do Lugar de Baixo e Garça-real Ardea cinerea) em voo, pôr-do-sol. (foto: Higino Faria,1/20/2013)

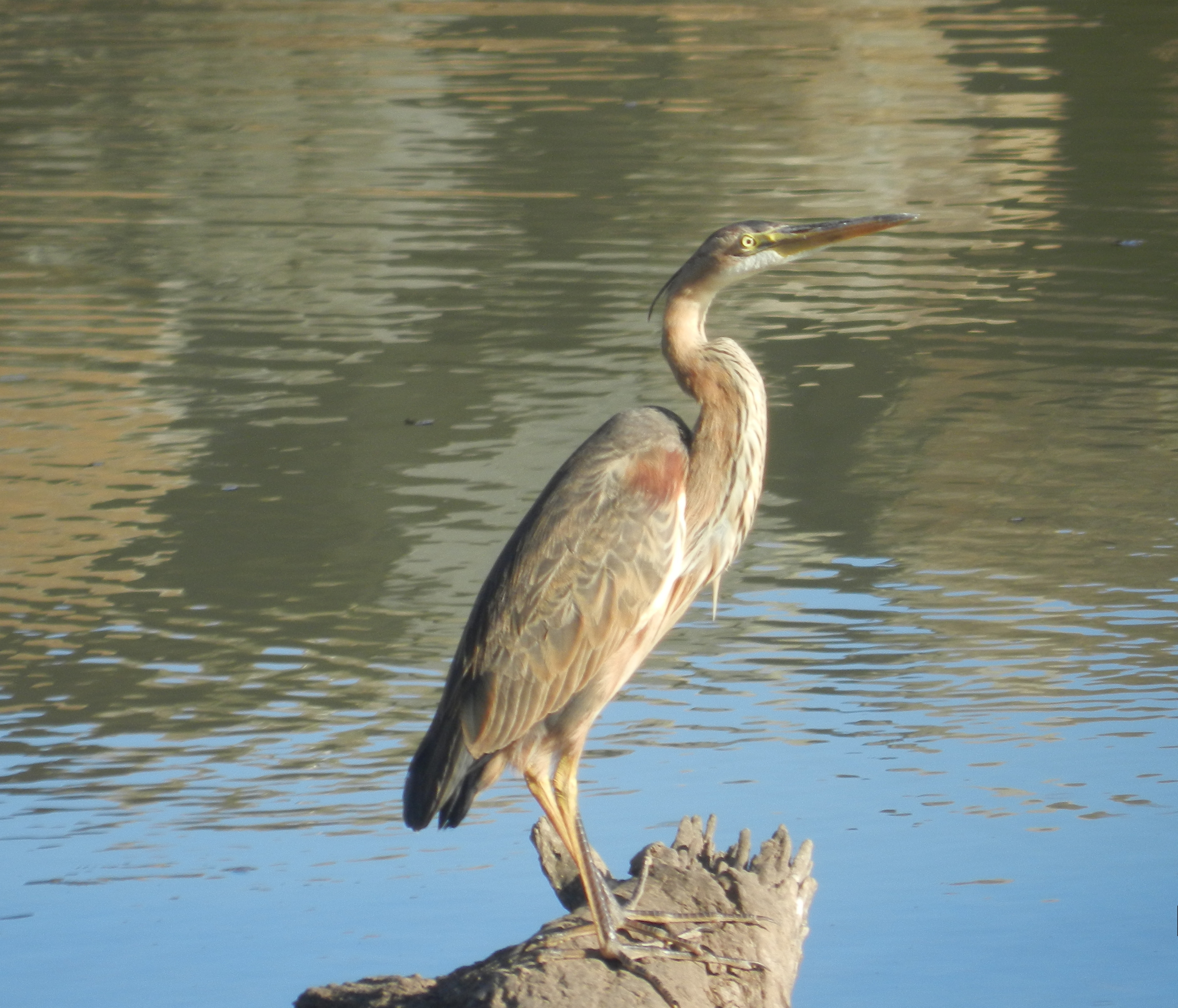
Garça-vermelha Ardea purpurea) pousada, Lagoa do Lugar de Baixo (foto: Higino Faria, 7/15/2015)

A lagoa tem cerca de 3500m² e foi, noutros tempos, chamada Poça das Tainhas, por ter servido como viveiro desta espécie no século XIX. É um importante ecossistema de aves terrestres e marinhas. Podem ser observadas aqui várias aves residentes: o Galeirão (Fulica atra), a Galinha-de-Água (Galínula chloropus), a Lavandeira (Motacilla cinerea schmitzi), etc; e migratórias, tais como: a Rola-do-mar (Arenaria interpres); o Maçarico-das-rochas (Actitits hypoleucos), a Marrequinha (Anas crecca), a Garça-real (Ardea cinerea), a Garça-branca (Egretta garzetta) e a Garça-vermelha (Ardea purpurea), estas últimas duas mais rara por estas paragens. A Ibis-preta (Plegadelis falcinellus), o Pilrito-comum ou de Peito-preto (Calidris alpina) e o Pato-colhereiro (Ana clypeata) também fazem por aqui esporádicas aparições, entre outras espécies migratórias. A nível dos passeriformes residentes, como o Canário (Serinus canaria canaria), o Bico-de-lacre (Estrilda astrild) é uma espécie africana introduzida na ilha que se pode observar com alguma com frequência por aqui. Abundam, no inverno, grupos de Gaivota-de-pata-amarela (Larus michahellis atlantis), e Guincho (Larus ridibundus). Muitas mais espécies de aves, para além das mencionadas, foram vistas na lagoa e suas imediações. Nas suas águas foram, também, criados bivalves e a apanha de minhoca para isco, utilizado na pesca, em especial na pesca da Safia (Diplodus vulgaris), foi prática recorrente no seu lodaçal. Anteriormente, a espécie vegetal que mais abundava nesta lagoa era o Juncus (en:Juncus effusus), mas devido à alteração da composição da água e do solo o caniço-da-água (Phragmites australis) passou a ser a espécie mais predominante. É possível que o enrocamento levantado entre a lagoa e a linha da costa tenham propiciado o crescimento descontrolado desta espécie porque passou a entrar menos água salgada para a lagoa. Esta espécie, apesar de muito infestante, desempenha um papel preponderante neste habitat porque contribui para a purificação da água e serve de refúgio para as aves.
Na primavera, é usual ver Garajaus-comuns (Sterna hirundo) a disputar as baixas no mar com outras aves e até mesmo pescadores. Nos bananais e falésias podem ser vistas aves de rapina como os Francelhos (Falco tinunculus canariensis), os Buteos, mais conhecidos, localmente, por Mantas (Buteo buteo buteo), ou mesmo o raríssimo Fura-bardos (Accipiter nisus granti), endémico da Macaronésia e muito difícel de observar; sem esquecer alguns passeriformes, tais como o Melro-preto (Turdus merula), o Cigarrinho ou Toutinegra (Sylvia conspicillata), ou o Papinho (Erithaculus rubecula rubecula), entre outros.

## Património cultural

### Palacete dos Zinos

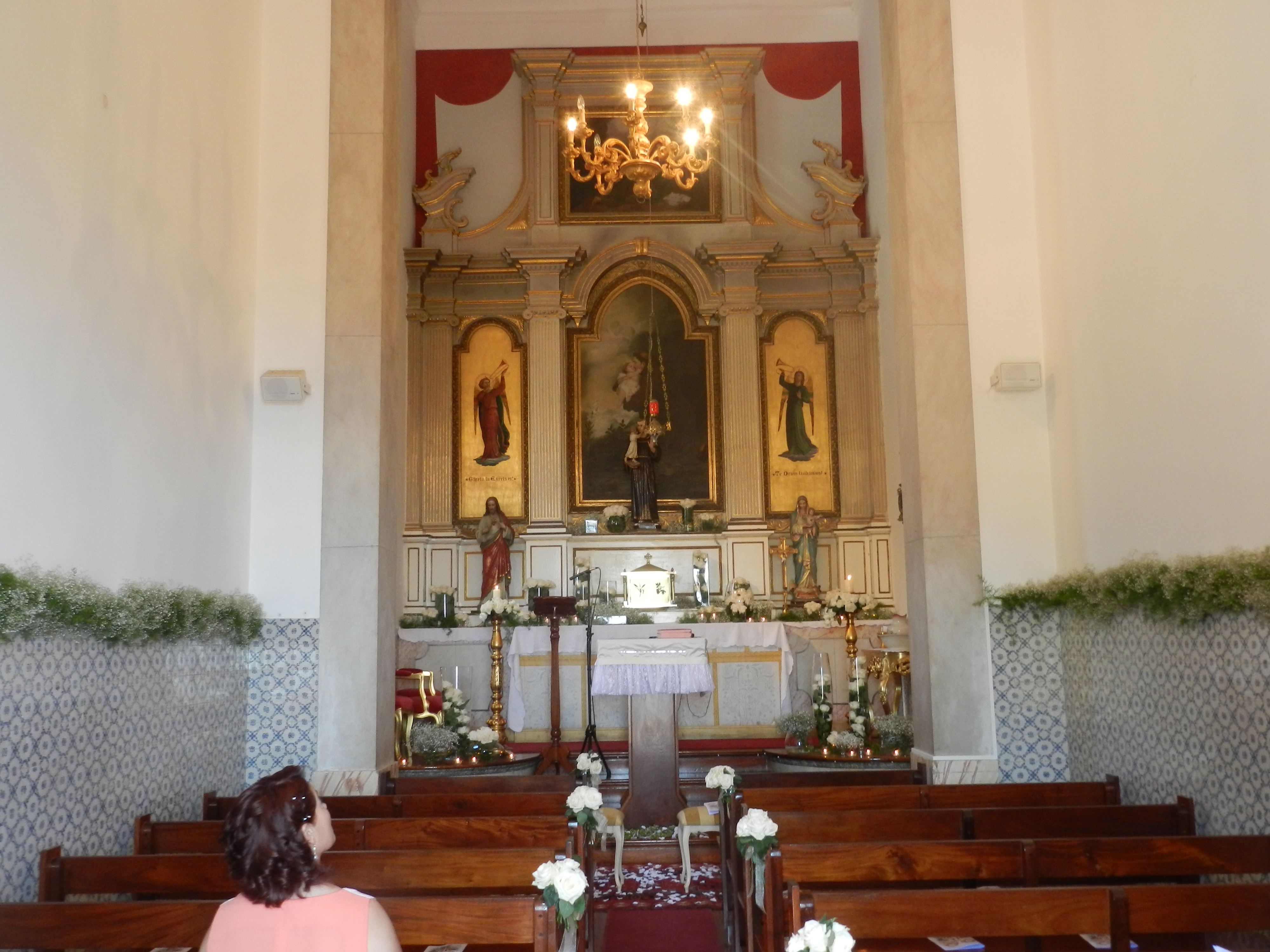
Capela de Santo António, decorada para ocasião de um casamento, altar-mor e retábulo pictórico antoniano (29 de junho de 2013, foto: Higino Faria)

O Palacete dos Zinos é um chalé romântico, enquadrado no gosto colonial inglês, de planta retangular, corpo único e cor rosa velho. Trata-se de um dos melhores exemplares do seu tipo na região e foi construído entre 1902 e 1905, para ser residência de verão de António Giorgi, cônsul italiano na Madeira, e de seus parentes da família Zino, oriunda de Gibraltar, que foram sócios na companhia comercial A.Giorgi. & Cª. No seu interior existe a Capela de Santo António, de 1906, que veio substituir a anterior, do século XVII. O jogo de formas dos vãos da fachada principal: pequenas volutas e contra volutas, frontões arredondados e triangulares, intercalados, conferem grande plasticidade à fachada do edifício e o uso dos ferroneries, que delimitam o adro, traduzem os primeiros sinais da arte nova na ilha em contexto rural por via de uma clientela abastada. Os ornatos do telhado filiam-se num vago exotismo mourisco que contagiou o romantismo ibérico; já as cabeças de cão são  elementos decorativos oriundos da arquitetura e olaria popular madeirenses. De 1954 a 1976 o chalet funcionou como Escola Prática de Agricultura Elementar da Madeira. Foi escola primária do sítio em simultâneo com a escola de fomento agrícola, antes de ficar abandonado. Depois de muitos anos devoluto, em 2004 foi restaurado e recuperado pela Socidade de Desenvolvimento da Ponta Oeste. A capela no seu interior, dedicada a Santo António de Lisboa, possui um retábulo pictórico com representações assciadas ao orago e continua servindo o culto paroquial por estar afeta ao uso do povo segundo a Concordata de 1940, assinada entre a Igreja e o Estado, proprietário do edifício concessionado a uma unidade hoteleira, inaugurada no mês de fevereiro de 2020. Monumento merecedor de classificação regional.

### Unidade construída da Junta ou bananicultura
No final dos anos quarenta do século XX, o Estado Novo destinou para o Lugar de Baixo a criação de várias infraestruturas de fomento da agricultura regional, tais como a Escola Agrícola e o Posto Agrário: um centro experimental de agricultura designado pelo povo como Junta, por ser administrado pela Junta Geral do Distrito do Funchal, mais tarde dividido em dois centros, um para a bananicultura outro para a floricultura. Nos anos cinquenta é aberta a Estrada Nacional que ligava a Tabua à Ponta do Sol.

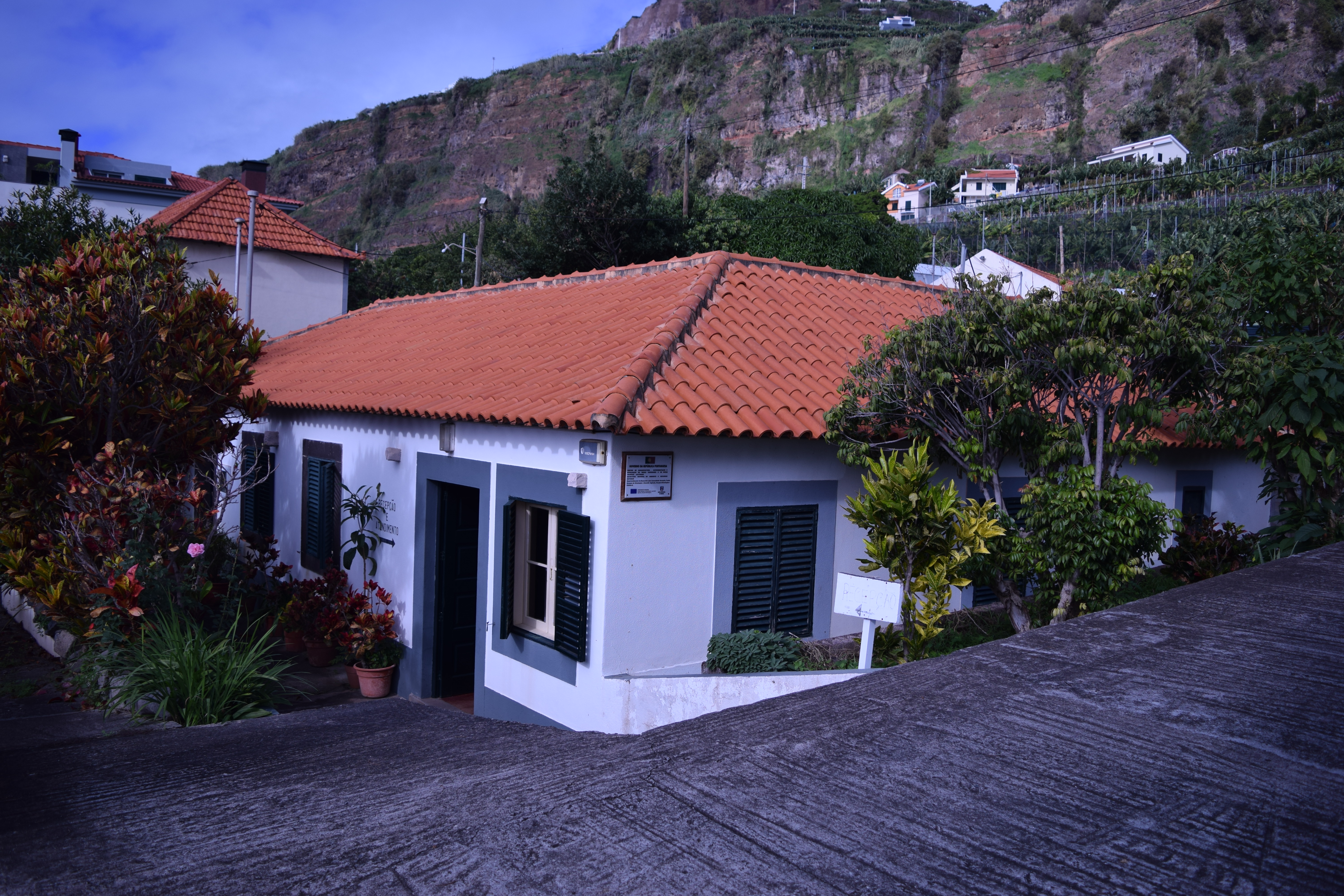
Escritórios da Bananicultura, edifício dos anos cinquenta do século XX (7/25/2016, foto: Higino Faria)

Originalmente, a cana-de-açúcar e o gado foram culturas predominantes nestes espaços agrários. O gado bovino era tratado para o fábrico de nitrogénio, usado como fertilizante. Foi criada, para o efeito, uma nitreira. Contudo, o peso económico crescente da bananicultura fez com que o governo apostasse no cultivo e estudo de alguns tipos de banana (Musa acuminata): Cavendish, Gal, Zelig e Bilieu, entre outras, reservando, para o efeito, grandes parcelas de terreno entre o Caminho da Padaria, a Estrada de Santo António e a Estrada Regional n° 101. Este espaço era composto por armazéns, estufas, casa térrea (período do Estado Novo) para os escritórios (infelizmente demolida recentemente), muros, árvores de frutos subtropicais, poios de bananeiras, levadas e vias de acesso internas. Está a ser construído um museu moderno sobre a bananicultura cuja integração na paisagem não respeitou parte do edificado anteriormente preexistente com valor arquitetónico e histórico.Conjunto merecedor de classificação municipal.

### Unidade construída do pico do Calcete ou floricultura

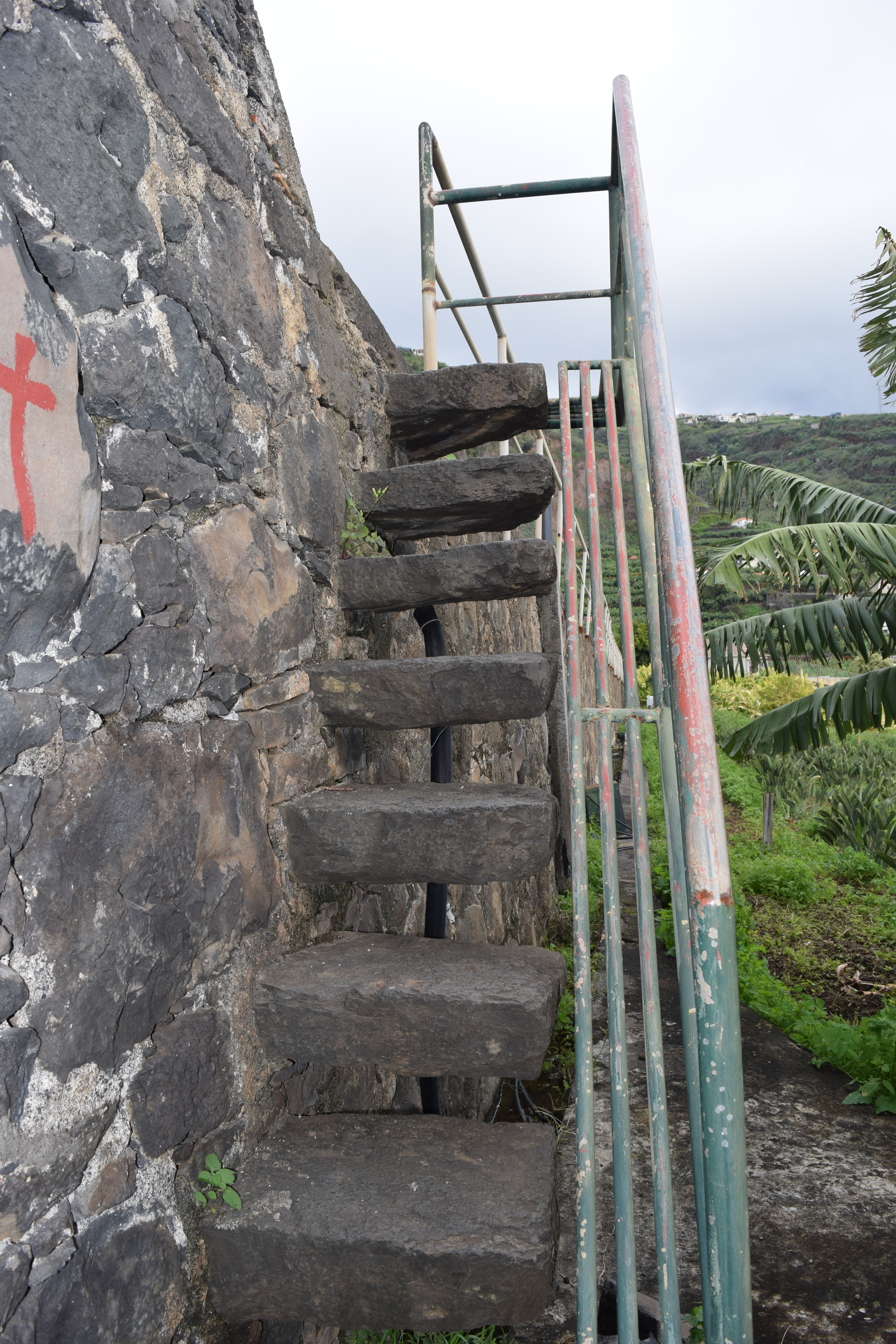
Escadaria em consola, lajes de cantaria rija embutidas em parede de alvenaria tosca. Centro de Floricultura, anos cinquenta do século XX (7/25/2017, foto: Higino Faria)

O centro experimental de plantas ornamentais tropicais e sub-tropicais tutelado pelo governo regional visa produzir, estudar e vender flores, em especial orquídeas, cattleyas e antúrios. Como local de interesse, o visitante deve apreciar não só as instalações (estufas, laboratórios, etc), as técnicas e os métodos de cultivo de várias espécies nativas e exóticas, como todo o conjunto edificado de casas antigas, muros, poços de água e árvores. Estes elementos foram construídos ou implantados no terreno com recurso a soluções da arquitetura popular, cada vez mais em desuso, como a edificação de alçados compostos de alvenaria e cantaria regional, tapassóis em madeira nos edifícios originais ou a edificação de sólidos muros de pedra aparelhada com as escadarias feitas de degraus embutidos nas caixas murárias, em consola. A captação e armazenamento da água para uso na rega de uma grande área como esta foi feita através da construção de poços, que consistem em galerias artificiais escavadas na rocha dura ou nos tufos de cinza vulcânica. Destes deve-se destacar o principal poço, o Poço da Fajã, integralmente escavado num tufo vulcânico na encosta, ligado ao Pico do Calcete por um grande tubo por onde passa a maior parte da água utilizada na rega de um grande complexo como este. Conjunto merecedor de classificação municipal.

## Economia

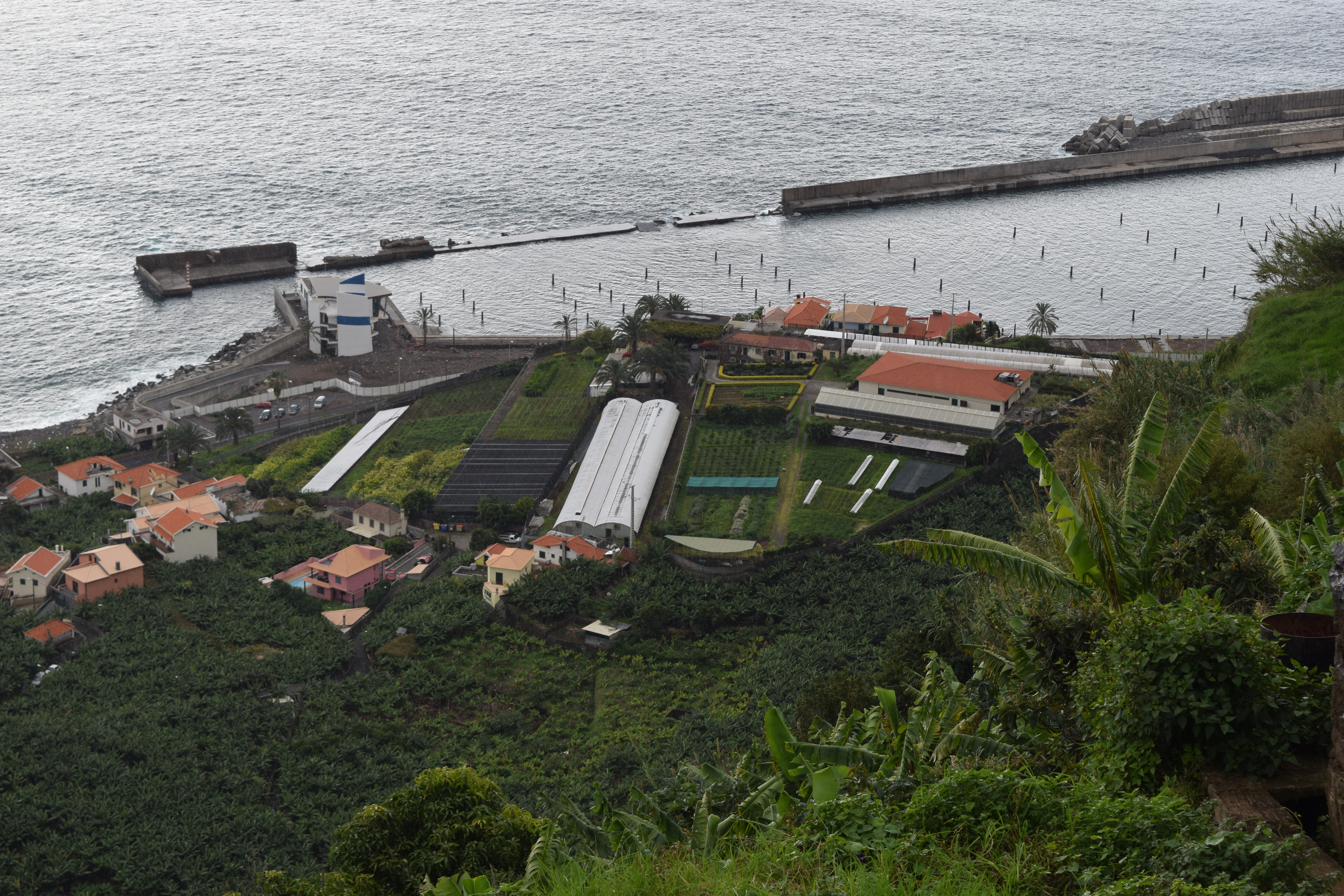
Pico do Calcete, anos cinquenta do século XX, e ruínas da marina (7/25/2017, foto: Higino Faria)

A economia local gira em torno de duas atividades fundamentais: a agricultura (bananicultura, floricultura e frutos tropicais: mango, papaia, anona, etc.) e os serviços públicos e privados. O comércio está fixado na zona baixa e no topo do sítio. O turismo de natureza e de património assumem-se como atividades e produtos emergentes, contando o território do sítio com algumas unidades de alojamento local.